# Distrito de Agago
El distrito de Agago es uno de los ciento once distritos que dan origen a la actual organización territorial de la República de Uganda.

## Localización
El distrito de Agago se encuentra bordeado por el distrito de Kitgum al norte, por el noreste limita con el distrito de Kotido, al este con Abim, al oeste comparte límites con el distrito de Pader y al sur comparte fronteras con el distrito de Otuke. La ciudad capital de este distrito es Agago.

## Población
El distrito de Agago cuenta con una población total de 227 792 habitantes según las cifras suministradas por el censo poblacional llevado a cabo durante el año 2014 en Uganda.